# Williston (Florida)
Williston is een plaats (city) in de Amerikaanse staat Florida, en valt bestuurlijk gezien onder Levy County.

## Demografie
Bij de volkstelling in 2000 werd het aantal inwoners vastgesteld op 2297.
In 2006 is het aantal inwoners door het United States Census Bureau geschat op 2760, een stijging van 463 (20,2%).

## Geografie
Volgens het United States Census Bureau beslaat de plaats een oppervlakte van
15,7 km², geheel bestaande uit land. Williston ligt op ongeveer 23 m boven zeeniveau.

## Plaatsen in de nabije omgeving
De onderstaande figuur toont nabijgelegen plaatsen in een straal van 24 km rond Williston.